# Star Fox: Assault
Pour les articles homonymes, voir Assault.
 (mars 2020).
Si vous disposez d'ouvrages ou d'articles de référence ou si vous connaissez des sites web de qualité traitant du thème abordé ici, merci de compléter l'article en donnant les références utiles à sa vérifiabilité et en les liant à la section « Notes et références ».
Star Fox: Assault (スターフォックス アサルト, Sutā Fokkusu Asaruto) est un jeu vidéo d'action développé par Namco et édité par Nintendo, sorti en 2005 sur GameCube. Il s'agit du quatrième jeu de la série Star Fox.

## Synopsis
Un an après leur victoire sur Andross, l'ennemi juré de Fox McCloud, un pilote de vaisseau spatial renard, et son escadron dans le jeu Starfox Adventures, l'histoire se poursuit. Cette fois, c'est le neveu d'Andross, Oikonny, qui reprend le commandement des forces armées de son oncle défunt pour tenter d'envahir la planète Fortuna. Bien que l'armée cornérienne affronte Oikonny avec succès, l'équipe Starfox intervient en renfort. Fox et ses coéquipiers traquent Oikonny jusqu'aux confins de la planète, mais celui-ci leur oppose une forte résistance grâce à son nouveau vaisseau similaire à celui d'Andross.
Cependant, une nouvelle menace surgit : les apparoïdes, des entités capables de posséder n'importe quel objet ou être vivant. Ils éliminent Oikonny en un clin d'œil, révélant leur première apparition presque vingt ans auparavant, lorsque l'un d'entre eux avait anéanti une flotte entière.
L'équipe Star Fox se voit maintenant chargée de sauver le système Lylat de cette gigantesque menace. Sous les ordres du Général Pepper, ils partent à la recherche de la mémoire d'un des apparoïdes. Cependant, leur mission est interrompue par un mystérieux signal de détresse provenant de la planète Katina. Arrivés sur place, ils détruisent un apparoïde, mais Peppy s'inquiète car le signal a cessé. C'est alors que Pigma apparaît, vole la mémoire centrale et incite Fox à les rejoindre, étant lui-même infecté par les apparoïdes. Après avoir vaincu Pigma, ils récupèrent la mémoire centrale, qu'ils confient à Beltino Toad, le père de Slippy. Ce dernier conçoit une arme spéciale : une bombe anti-apparoïdes, qu'ils doivent faire avaler à la reine des apparoïdes.
Pendant ce temps, les apparoïdes attaquent la planète Sauria. Fox, avec l'aide de Krystal, doit détruire les incubateurs apparoïdes. Il retrouve également Tricky, qui lui propose de revenir avec Krystal pour une lune de miel.
La capitale du système, Corneria, et le Général Pepper sont sous l'emprise des apparoïdes. Les équipes Star Fox et Star Wolf sont contraintes de combattre le général, qu'elles finissent par vaincre. Par la suite, elles doivent protéger un portail permettant d'accéder au monde des apparoïdes. Cependant, la base est protégée par un bouclier que l'équipe doit désactiver. Ils réussissent, mais un deuxième bouclier se forme. C'est Peppy qui ouvre un passage en faisant s'écraser le Great Fox sur le bouclier. Lors du combat final, la Reine des apparoïdes utilise les pensées de ceux qu'elle possède pour convaincre Fox de la rejoindre, en utilisant notamment la voix de son père, James McCloud. Cependant, Fox se rappelle les paroles de Wolf : "N'hésite pas une seconde, quand il le faut, agis !" Ils détruisent l'armure de la reine pour lui injecter le programme d'autodestruction, la détruisant avant qu'elle ne puisse créer des anticorps.

## Système de jeu

### Mode solo
Le mode solo de ce jeu met en scène le personnage de Fox McCloud, un mercenaire de l'espace, et offre aux joueurs un total de 10 missions à accomplir. L'objectif principal est de détruire les envahisseurs connus sous le nom d'Apparoïdes. Ce mode de jeu se distingue par ses diverses phases de jeu, notamment :
- Phases à pied : Au cours de ces phases, le joueur contrôle Fox McCloud et utilise ses armes habituelles.
- Phases en Arwing : Dans ces séquences, telles que la ceinture d'astéroïdes, le joueur pilote l'Arwing en plein espace sans avoir accès au Diffuseur G, ce qui signifie qu'il ne peut pas freiner complètement, mais il bénéficie d'une vitesse accrue.
- Autres phases : Cette catégorie englobe les séquences où le joueur prend les commandes des Arwings et des Landmasters, avec la possibilité de passer aux phases à pied.
Le mode solo permet aux joueurs de choisir parmi trois niveaux de difficulté :
- Bronze : Peu d'ennemis et aucune augmentation de la difficulté (Mode Facile).
- Argent : Des ennemis plus résistants et une augmentation de la difficulté de x2 (Mode Normal).
- Or : Des escadrons d'ennemis extrêmement résistants et une augmentation de la difficulté de x3 (Mode difficile).
Différents modes de jeu sont également disponibles :
- "Histoire" : Composé de 10 missions consécutives avec la possibilité de sauvegarder la progression.
- "Missions" : Permet aux joueurs d'améliorer leurs performances en essayant de battre leurs records personnels en choisissant des missions déjà accomplies en mode "Histoire".
- "Survivant" : Le mode le plus exigeant, où les joueurs doivent enchaîner les 10 missions sans possibilité de sauvegarde.

### Mode multijoueur
Contrairement à Star Fox Adventures, ce jeu propose un mode multijoueur pouvant accueillir de deux à quatre joueurs. Dans ce mode, les participants peuvent s'affronter en utilisant toutes les armes disponibles dans divers modes de jeu :
- Point : Les joueurs gagnent des points en éliminant les autres joueurs.
- Temps : Les participants s'affrontent dans un délai prédéfini.
- Survie : Le dernier joueur en vie remporte la partie.
En outre, les règles du jeu peuvent être personnalisées selon les préférences des joueurs :
- Capture de la couronne : Le premier joueur à s'emparer de la couronne remporte la partie.
- Une balle : Les joueurs doivent abattre leur adversaire en un seul tir à l'aide du Devil Launcher.
- Sniper : Les participants s'affrontent à distance en utilisant le fusil de sniper, avec des munitions illimitées.
- Sniper Extrême : Une variante du mode sniper classique, où les joueurs utilisent le Devil Sniper.
Ces modes de jeu sont les plus importants, et la plupart d'entre eux doivent être débloqués en réussissant certaines missions en mode solo ou en jouant au mode multijoueur un certain nombre de fois. Le mode multijoueur offre une expérience compétitive palpitante pour les joueurs.

### Matériel
Armement
- Blaster : L'arme de base, dotée de munitions illimitées et d'un rayon chargé. Elle peut être utilisée en mode mitraillette grâce à la commande "Sick Double".
- Machine Gun : Une arme à cadence élevée, avec un chargeur de 200 balles.
- Gatling Gun : Une mitraillette laser équipée de 100 munitions.
- Sniper Rifle : Une arme équipée d'une lunette de visée, avec un chargeur de 10 munitions. À courte portée, elle détruit la cible et tout ce qui l'entoure.
- Homing Launchers : Un bazooka électromagnétique rouge doté de missiles autoguidés.
- Plasma Canon : Une mitraillette au plasma utilisée uniquement lorsque le joueur est sur l'aile de l'Arwing de son allié.
- Grenade : Un projectile provoquant une explosion massive à l'impact. Le joueur peut ajuster sa puissance pour réduire le délai avant l'explosion.
- Sensor Bomb : Une mine explosant au contact d'une cible.
- Smart Bomb : Une bombe utilisée en Arwing, pouvant être autoguidée vers un ennemi.
- Cluster Bomb : Une bombe surpuissante utilisée de la même manière qu'une Smart Bomb.
- Devil Launcher : Un lance-roquettes à 3 munitions utilisé lors de phases critiques. Il détruit sa cible en un seul tir.
- Devil Sniper : Un fusil sniper ayant la même particularité que le Devil Launcher.

Véhicules
- Arwings : Des chasseurs spatiaux utilisés par l'équipe Star Fox. Équipés d'un réacteur au plasma, de grandes ailes rétractables et d'un Diffuseur G, ils sont réputés pour leurs attaques redoutables.
- Landmasters : Des tanks Sol-Air avec un canon rotatif, des réacteurs latéraux et horizontaux. C'est le tank de l'équipe Star Fox, capable de planer dans l'air pendant un court laps de temps.
- Wolfens : Des ultra-chasseurs spatiaux utilisés par Star Wolf. Moins agiles et moins résistants, ils sont compensés par une deuxième paire d'ailes qui les rend légèrement plus maniables. Ils disposent également de réacteurs plus puissants et d'armes plus performantes.

Objets
- 1UP : Accorde une vie supplémentaire.
- Barrier : Protège contre les tirs ennemis pendant un certain temps.
- Silver Ring : Un anneau qui restaure légèrement l'armure des vaisseaux.
- Gold Ring : Un anneau qui restaure considérablement l'armure des vaisseaux.
- Stealth Suit : Une combinaison furtive rendant l'utilisateur invisible.
- Power UP vert : Augmente d'un niveau la puissance des lasers et répare les ailes.
- Power UP rouge : Augmente de 2 niveaux la puissance des lasers et répare les ailes.